# یواس‌اس وانتا (وای‌تی-۱۳۴)
یواس‌اس وانتا (وای‌تی-۱۳۴) (به انگلیسی: USS Wahneta (YT-134)) یک کشتی بود که طول آن ۱۰۰ فوت (۳۰ متر) بود. این کشتی در سال ۱۹۳۹ ساخته شد.